# Roni Shuruk
Aharon Shuruk, más conocido como Roni Shuluk (24 de febrero de 1946), fue un futbolista internacional israelí que jugó como centrocampista.

## Carrera profesional
Shuruk comenzó su carrera en el Hakoah Ramat Gan en 1966. El 18 de febrero de 1969 juega, por primera vez, bajo los colores de la selección israelí. Escogido para la Copa Mundial de 1970, solo jugó un partido en la competición, contra Suecia, cuando reemplazó a Yochanan Vollach. Israel fue eliminado en la primera ronda. Mientras tanto, ganó dos Copas de Israel en 1969 y 1971.
Shuruk continuó evolucionando en el punto flaco del campeonato hasta 1972, cuando Ramat-Gan terminó tercero. La temporada siguiente alzó su único título de campeón de Israel. Sin embargo, el club no mantuvo su rango y evitó el descenso en 1974.
En 1975, Roni Shuruk cambió de equipo, jugando con el Maccabi Haifa durante una temporada antes de terminar su carrera en el Hapoel Kfar Sabah, donde el club descendió a la segunda división a su llegada.

## Palmarés
- Campeón de Israel en 1973 con Hakoah Ramat Gan
- Ganador de la Copa de Israel en 1969 y 1971 con Hakoah Ramat Gan